# Dorna (Kemberg)
Dorna ist ein Ortsteil der Stadt Kemberg im Landkreis Wittenberg in Sachsen-Anhalt.

## Geografie und Verkehr
Dorna liegt auf einer Höhe von 69 m ü. NN, rund zwölf Kilometer südöstlich von Lutherstadt Wittenberg südlich der Elbe. Am Ort vorbei führt die Bundesstraße 182, die Wittenberg und Torgau verbindet. Südlich der Ortschaft befindet sich die Dübener Heide.

## Geschichte
Der Ort lag bis 1815 im sächsischen Amt Wittenberg und gelangte danach an die preußische Provinz Sachsen. 1513 lautete die Schreibung des Ortsnamens Dornow.
Die Gemeinde Dorna verlor am 1. Januar 2007 durch Eingemeindung in die Stadt Kemberg ihre politische Selbständigkeit.

## Politik
Letzte ehrenamtliche Bürgermeisterin vor der Eingemeindung war vom 19. Januar 2001 an Martina Ritter.

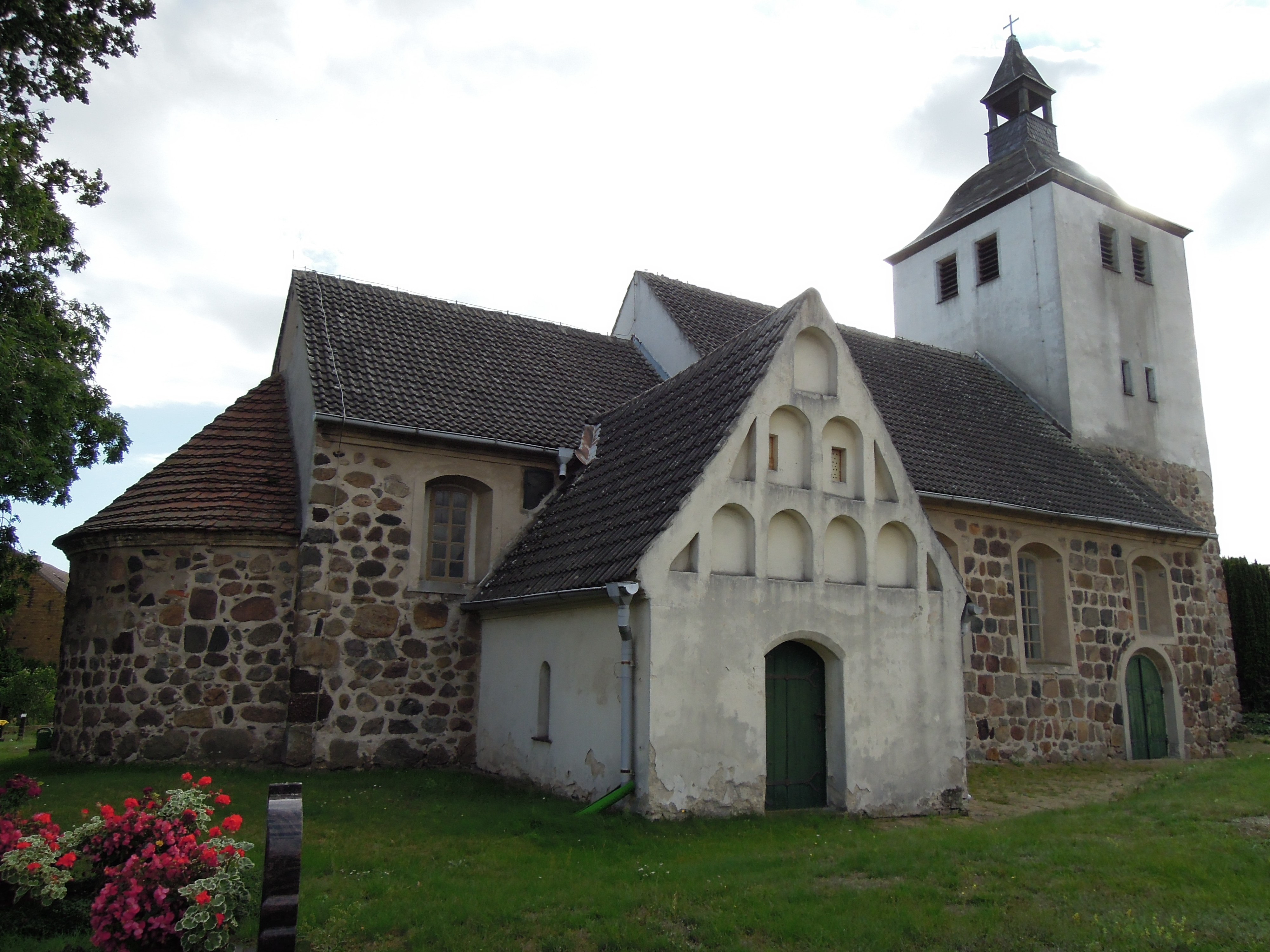
Dorfkirche Dorna

## Dorfkirche Dorna
Die Dorfkirche Dorna ist ein romanisches Feldsteinbauwerk mit eingezogenem quadratischem Chor und Apsis aus der Zeit um 1200. Im Norden befindet sich ein Anbau mit einem steilen Satteldach und einem Blendnischengiebel aus spätgotischer Zeit um das Jahr 1500; etwa gleichzeitig wurde der quadratische Westturm angelegt, dessen Aufbau aus der Mitte des 19. Jahrhunderts stammt.
Im Jahr 1689 wurde eine Umgestaltung und teilweise Neuausstattung in barockem Stil vermutlich nach einer Beschädigung vorgenommen, die an den deutlich gestörten Mauerwerkslagen der Apsis und der Chorsüdseite erkennbar ist.
Das Innere ist mit einem Triumphbogen und einem gemauerten Stipes aus der Zeit um 1200 gestaltet; in der Apsis befindet sich eine kielbogenförmige Sakramentsnische aus der Zeit um 1500. Das hölzerne Altarretabel ist ein Werk von 1619 mit Wangen in geschnittenem Schweifwerk; das Altarblatt stammt aus dem Jahr 1888. Die übrige Ausstattung entstand 1689, darunter die achteckige Taufe, die Kanzel mit Aufgang und Schalldeckel und gewundenen Säulchen am Korb; ebenso die dreiseitige Empore, die Aufgänge und der Orgelchor mit Brettbalustern. In der Patronatsloge ist ein gemaltes Epitaph mit Kreuzigungsszene und Stifterpaar aus dem 17. Jahrhundert erhalten.